# Горан Диздар
Горан Диздар (на хърватски: Goran Dizdar) е хърватски шахматист, гросмайстор.

## Биография
Роден е на 4 декември 1958 година в град Загреб, тогава в СФР Югославия, днес Хърватия. Победител в хърватското първенство за 1995 г. и сребърен медалист за 1998 г.
Участник на пет шахматни олимпиади. Участник на световното отборно първенство през 1997 г., спечелвайки сребърен медал на дъска като първа резерва. Участник на три европейски отбoрни първенства (1992, 1997 и 2005), спечелвайки бронзов медал като резерва през 1992 г.
Международен майстор от 1980 г. и гросмайстор от 1991 г.

## Турнирни резултати
- 1994 – Задар (първо място на „Задар Оупън“)[5]

## Участия на шахматни олимпиади
| Година | Организатор | Отбор    | Класиране (отборно) | Дъска         |
| 1992   | Манила      | Хърватия | 7                   | Първа резерва |
| 1994   | Москва      | Хърватия | 26                  | Втора резерва |
| 1996   | Ереван      | Хърватия | 16                  | Първа резерва |
| 2004   | Калвия      | Хърватия | 46                  | Първа резерва |
| 2006   | Торино      | Хърватия | 25                  | Трета         |